# Nepenthes truncata
Nepenthes truncata ist eine Kannenpflanzenart aus der Familie der Kannenpflanzengewächse (Nepenthaceae). Sie wurde 1911 von John Muirhead Macfarlane beschrieben. Das Artepitheton truncata entstammt dem lateinischen Wort truncatus und bedeutet „verstümmelt“, was auf die tief eingeschnittenen Blätter und ungewöhnlich kurzen Ranken verweist.

## Beschreibung

### Vegetative Merkmale
Nepenthes truncata ist ein Halbstrauch, der im unteren Bereich im Alter verholzt und Wuchshöhen von bis zu 1 Meter erreicht. Er wächst zwar nicht sehr schnell, nimmt aber umso rascher an Umfang zu und kann schon in jungem Alter eine beachtliche Größe erreichen.
Nepenthes truncata ist eine der wenigen  Nepenthesarten, die man allein an der Blattform erkennen kann, da die Blätter auffallend herzförmig sind. Außerdem sind Blatt und Ranke mit einer markanten Behaarung überzogen.

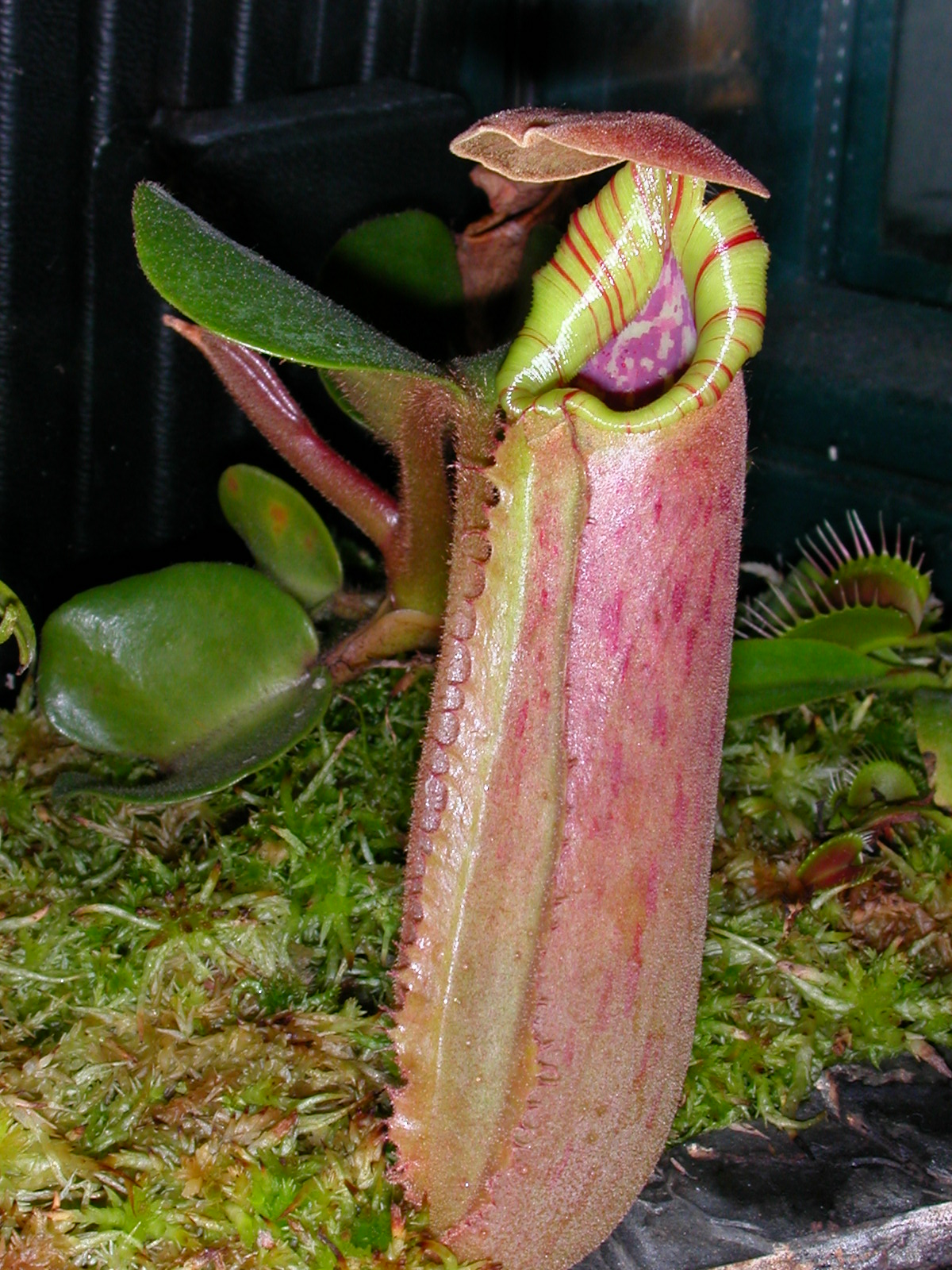
Junge Bodenkanne

Nepenthes truncata bildet als junge Pflanze vornehmlich Bodenkannen aus (siehe Abb.), die samtig behaart sind, ausladende Flügelleisten besitzen und ein sehr breites Peristom aufweisen. Im Alter erscheinen dann vornehmlich Luftkannen, die eleganter und mehr amphorenförmig sind (siehe Titelbild). Das Peristom ist nun mehr nach hinten aufgerollt und die Flügelleisten sind stark zurückgebildet. Die glatte Wachsschicht und die kleinen, nach unten gerichteten Haare an den Innenwänden funktionieren wie eine Rutsche. Die Luftkannen können mehr als 50 cm lang werden und reihen sich damit unter die größten Fallen der Gattung Nepenthes.

### Blüten und Samen
Wie alle Nepenthes-Arten ist Nepenthes truncata zweihäusig getrenntgeschlechtig (diözisch). Sie bildet rispenförmige Blütenstände von bis zu 80 cm Länge aus. Die Blüten können rostfarben oder grünlich sein.
Die Samen werden durch Insekten transportiert.

### Chromosomenzahl
Die Chromosomenzahl beträgt 2n = 80.

## Vorkommen und Schutzstatus
Nepenthes truncata ist endemisch in Mindanao auf den Philippinen, dort wächst sie an offenen Berghängen in Höhenlagen von 230 bis 1500 Meter. Es existiert eine Hochland- und eine Tieflandform.
Sie ist durch die IUCN als „Gefährdet“ eingestuft und steht auch im Anhang 2 des Washingtoner Artenschutzabkommens.

## Sonstiges
Im September 2006 wurde in der Kanne einer Nepenthes truncata im Botanischen Garten von Lyon eine bereits halb verdaute Maus entdeckt. Obgleich der Fund in Kultur und weit abseits vom natürlichen Standort geschah, ist er bemerkenswert, da erstmals Photographien vom Fang eines Säugetieres durch eine Karnivore gemacht werden konnten und dies zugleich auch der erste Nachweis eines Fangs eines Säugetieres durch eine Nepenthes truncata ist. Zuvor gab es nur Berichte solcher Sichtungen bei Nepenthes rajah. Weitere Mäuse, die die Pflanze nicht durchzubeißen versuchen, sondern ertrinken, wurden in Deutschland 2007 und 2008 beschrieben.